# جستجو (فیلم ۲۰۱۸)
جستجو یک فیلم هیجان‌انگیز آمریکایی به کارگردانی آنیش چاگانتی و نوشته چاگانتی و سو اوهانیان است. این فیلم از طریق صفحه‌های تلفن‌های همراه هوشمند و نمایشگرهای رایانه ای روایت می‌شود و داستان پدری (جان چو) را بازگو می‌کند که تلاش دارد دختر ۱۶ ساله گمشده‌اش (میشل لا) را با کمک یک کارآگاه پلیس (دبرا مسینگ) پیدا کند. جستجو به عنوان اولین دلهره آور جریان اصلی هالیوود که نقش اول آن را یک بازیگر آمریکایی آسیایی بازی کرده، شناخته می‌شود.
این فیلم برای اولین بار در جشنواره فیلم ساندنس در تاریخ ۲۱ ژانویه ۲۰۱۸ به نمایش درآمد و در تاریخ ۲۴ اوت ۲۰۱۸ اکران خود را در سینماهای ایالات متحده آمریکا آعاز کرد. جستجو ۷۵/۴ میلیون دلار در سینماهای سراسر جهان فروش داشته و نقدهای مثبتی را دربارهٔ بازیگری، فیلمنامه و جلوه‌های بصری از منتقدان دریافت کرده‌است.